# Александър Марков (офицер)
Вижте пояснителната страница за други личности с името Александър Марков.
Александър Тодоров Марков е български офицер, генерал-майор.

## Биография
Александър Марков е роден на 7 септември 1876 г. в Шумен. Между 1893 и 1896 г. учи във Военното училище в София. Постъпва в първи конен полк. От октомври 1903 г. е младши адютант в Кавалерийската инспекция. Три години по-късно е инструктор по ездата във Военното училище. Между 1907 и 1911 г. е личен адютант на министъра на войната. От 1911 до 1914 г. е командир на втори ескадрон от Лейбгвардейския конен полк. През септември 1915 г. става командир на първи дивизион от втори конен полк, а от декември 1916 г. помощник-командир на Лейбгвардейския конен полк. На 17 януари 1917 г. е назначен за командир на първи конен полк. В периода 18 март 1920 – 26 ноември 1920 е началник на кавалерийската школа. От 1920 до 1921 е командир на Лейбгвардейския конен полк. През април 1924 г. е командир на десети конен полк, а от 1926 на трети конен полк. На следващата година е назначен за инспектор на пограничната стража.
Излиза в запас през март 1928 г. Награждаван е с орден „За храброст“, 3 степен, 2 клас и 4 степен, 1 и 2 клас, орден „Свети Александър“, 3 и 5 степен с мечове по средата, орден „За военна заслуга“, 3, 4 и 5 степен. Пише статии във Военен журнал и „Нашата конница“.
Генерал-майор Александър Марков е женен и има 2 деца.

## Книги
- „Цветни таблици по разузнаването в конницата“ (1910)
- „Записки по хигиена“ (1914)

## Военни звания
- Подпоручик (1896)
- Поручик (1901)
- Капитан (31 декември 1906)
- Майор (14 юли 1913)
- Подполковник (5 декември 1916)
- Полковник (1 април 1919)
- Генерал-майор (5 март 1928)